# 试金石影业
正金石影業（英語：Touchstone Pictures）是迪士尼公司旗下之出品、發行的品牌，主要對象鎖定為青少年齡以上觀眾。自從1984年的美人魚（Splash）開始，在此品牌下發行了許多優秀精彩的電影作品。比如著名的有《絕世天劫》。
2016年，随着迪士尼与梦工厂的合约终止，迪士尼宣布关闭试金石影业，但会保留品牌名称。目前，试金石影业的业务已经逐步被二十世纪影业和探照灯影业取代。2020年7月，迪士尼正式宣佈關閉試金石影業，其电影亦全数归入華特迪士尼影業。

## 發行過的電影
試金石影業在台灣是博偉電影/華特迪士尼工作室電影發行，而在香港，戲院及影碟則分別由華特迪士尼及洲立影視發行，該公司參與製作或發行過的電影包括（部分以台譯為主）：

### 2012年
- 林肯傳（Lincoln）

### 2011年
- 獵殺第四行者（I Am Number Four）
- 吸血鬼就在隔壁（Fright Night）
- 铁甲钢拳（Real Steel）
- 戰馬（War Horse）

### 2010年
- 舞力全開3D（Step Up 3D）
- 暴風雨 (2010年電影)（The Tempest）

### 2009年
- 愛情限時簽（The Proposal）
- 購物狂的異想世界（Confession of a Shopaholic）
- 獵殺代理人（Surrogates）

### 2008年
- 聖安娜的奇蹟（Miracle at St. Anna）
- 一票定江山（Swing Vote）
- 舞力全開（Step Up 2: The Streets）
- Senior Class

### 2007年
- 親親老爸（Dan in Real Life）
- 荒野大飆客（Wild Hogs）
- Sabbatical
- 三腳四部曲（The Tripods）

### 2006年
- 阿波卡獵逃（Apocalypto）
- 時空線索（Deja Vu）
- 頂尖對決（The Prestige）
- 海防最前線（The Guardian）
- Step Up
- 征服怒海（Annapolis）

### 2005年
- 長靴妖姬（Kinky Boots）
- 果嶺奇蹟（The Greatest Game Ever Played）
- 空中危機（Flightplan）
- 灰姑娘的愛情手套（Shopgirl）
- 疾風禁區（Goal!）
- 濃情威尼斯（Casanova）
- 鬼水怪談（Dark Water）
- 最後一擊（Cinderella Man）
- 再見鍾情（A Lot Like Love）
- 星際大奇航（The Hitchhiker's Guide to the Galaxy）

### 2004年
- 海海人生（The Life Aquatic with Steve Zissou）
- 黑道開麥拉（The Last Shot）
- 浴火英雄（Ladder 49）
- 安打先生（Mr. 3000）
- 陰森林（The Village）
- 亞瑟王（King Arthur）
- 流行教母（Raising Helen）
- 圍城13天阿拉莫戰役（The Alamo）
- 快閃殺手（The Ladykillers）
- 沙漠騎兵（Hidalgo）

### 2003年
- 托斯卡尼艷陽下（Under the Tuscan Sun）
- 凶宅（Cold Creek Manor）
- 天地無限（Open Range）
- 辣嬤寫真（Calendar Girls）
- 鍥而不捨（Veronica Guerin）
- 真愛開玩笑（Hope Springs）
- 我的野蠻網友（Bringing Down the House）
- 皇家威龍（Shanghai Knights）
- CIA追緝令（The Recruit）

### 2002年
- 25小時（25th Hour）
- 小姐好辣（The Hot Chick）
- 美麗蹺家人（Sweet Home Alabama）
- 讓愛自由（Moonlight Mile）
- 靈異象限（Signs）
- 火焰末日（Reign of Fire）
- Ultimate X: The Movie
- 神鬼拍檔（Bad Company）
- 凸槌保險員（Frank McKlusky, C.I.）
- 麻煩大了（Big Trouble）
- 男女大不同（Sorority Boys）
- 絕世英豪（The Count of Monte Cristo）

### 2001年
- 巔瘋極限（Out Cold）
- 聯邦大蠢探（Corky Romano）
- 天才一族（The Royal Tenenbaums）
- New Port South
- 愛情泡跳碰（Bubble Boy）
- 強盜美眉（High Heels and Low Lifes）
- 美麗癡狂（Crazy/Beautiful）
- 珍珠港 (電影)（Pearl Harbor）
- Double Take

### 1991年-2000年
- 絕世天劫（Armageddon）
- 2000驚心動魄(Unbreakable)
- 空軍一號（Air Force One）
- 达赖的一生 （Kundun）
- 空中監獄（Con Air）
- 修女也瘋狂2：舊習難改（Sister Act 2: Back In The Habit）
- 修女也瘋狂（Sister Act）

### 1981年-1990年
- 無辜的人（英语：An Innocent Man (film)）

#### 1989年
- 春風化雨（Dead Poets Society）

#### 1987年
- 早安越南（Good Morning, Vietnam）